# Kvanne
Kvanne (Angelica archangelica) är en tvåårig ört tillhörande familjen flockblommiga växter. Plantan har ofta en stark lukt, i synnerhet underarten strandkvanne. Båda underarterna har grova rötter och upprepat sammansatta blad där småbladen är grovt sågade. Stjälken är ihålig, slät och kan ofta ha en rödaktig ton. Plantans grodd när den först kommer up ur jorden består av två avlånga blad, ca 1 mm i bredd och 7-10mm i längd med en synlig nerv i mitten. Under plantans första år har den inga blommor utan endast blad som växer mer eller mindre direkt ifrån marken. Det är först under plantans andra år som den når sin fulla höjd och de blekgröna blommorna slår ut.

## Underarter och varieteter
Arten är mångformig och ett flertal underarter kan urskiljas. Hybrider mellan underarterna är ganska vanligt.
- Fjällkvanne (subsp. archangelica) – den känns igen på att dess blomskaft är ungefär lika långa som svepebladen. Fjällkvanne växer i Nordens fjälltrakter och blommar en månad senare än strandkvanne, mellan juli och augusti. Den är ganska vanlig och påträffas vid våt, rikare sand- och torvmark exempelvis bäckkanter, kallkällor, videsnår, rasbranter, ängar och älvstränder. Finns även som odlad som senare blivit förvildad. Fjällkvannen blir mellan 50 och 100 centimeter hög, stjälken är upptill oftast kal. Den har blad med grovsågade småblad som har nedlöpande bas. Blomflockarna är klotformiga och grönaktiga, då de blommar mellan juli och augusti, med 20 till 40 kala strålar.
- Grönsakskvanne (subsp. majorum) – underarten förekommer inte vild utan har uppstått i kultur i Norge. Den är inte allmänt erkänd.
- Strandkvanne (subsp. litoralis) – den känns igen på att dess blomskaft är dubbelt så långa som dess svepeblad. Den förekommer i norra Europa och i Norden växer den längs hela kusten, men är mera sällsynt längs svenska norrlandskusten än motsvarande kuststräcka på finska sidan. Den blommar mellan juni och juli. Innan strandkvanne har vuxit till full storlek, och då man jämför endast vegetativa karaktärer, så kan den möjligen förväxlas med strandloka (Ligusticum scothicum).
- subsp. himalaica – förekommer i Himalaya.

## Användningsområde
Kvanne har tidigare använts som medicinalväxt, krydda och har även kanderats som konfektyr. Både Olav Tryggvasons saga och den norska Gulatingslagen skriver om så kallade "kvannehagar", fält där kvanne redan kring år 1100–1200 odlades för användning antingen i matlagning eller som medicinalväxt. Kvanne har haft en mycket stor betydelse som föda och var tillsammans med lök en av de första växter som odlades i Norden.[källa behövs] De norrmän som befolkade Island, Färöarna och Grönland förde med sig kvanne, som nu växer vild eller förvildad över stora delar av dessa öar.
I de isländska lagarna skyddas kvanne på samma sätt som bärande träd i svensk lag. I danska och svenska källor förekommer den däremot sparsamt. I svenska skriftliga källor omtalas den första gången hos Peder Månsson på 1520-talet. Den förekommer under namnet Angelica i Henrik Harpestrengs Liber Herbarum på latin, men omnämns inte i hans danskspråkiga arbeten. På fornnorska kallas arten hvønn. Namnet kvanne finns inte belagt i svenskan förrän i Carl von Linnés Flora Dalecarlica 1734.
Kvanne ger likörerna Chartreuse och Bénédictine deras karaktäristiska smaker. Kvannens rötter och frön används ibland vid framställningen av absint. Ända sedan början av 1600-talet och även idag odlas kvanne i Marais Poitevin, nära staden Niort i det franska departementet Deux-Sèvres. Kvanne har även använts för att smaksätta spritdrycker. Kvanne kan även beredas till substitut för tobak.
I svensk folkmedicin användes roten från kvanne som botemedel mot många olika sjukdomar och man menade att den till och med kunde bota lungsot. Man ansågs erhålla skydd mot smitta om man höll en bit torkad rot mellan tänderna och samma metod användes även för att lindra hosta.

## Artens namn
Arten har tidigare klassificerats som Archangelica officinalis (av Franz Georg Hoffmann) samt som Angelica officinalis. Artepitetet archangelica kommer ifrån det grekiska ordet arkhangelos som betyder ärkeängel. Detta artepitet valdes eftersom enligt en myt skulle ärkeängeln Gabriel (ängel) ha förordat kvanne som medicinalväxt. På engelska kallas den oftast för Garden Angelica, men både Holy Ghost och Wild Celery används synonymt vilket också reflekterar myterna kring arten samt dess användningsområden.
På sydsamiska kallas fjällkvanne faatnoe eller batske och på nordsamiska kallas växten för bosku eller påsko.